# Booster (Pneumatik)
Der Booster wird in der Pneumatik zur Verstärkung von Luftmengen eingesetzt. Durch Ansteuerung des Signal-Luftdrucks auf eine Gummi-Membran wird der mit der Membran verbundene Ventilkegel geöffnet, durch den die zu regelnde Arbeitsluftmenge strömt. Am Ausgangsanschluss des Booster-Ventils steht somit ein Druckluftstrom zur Verfügung, dessen Druck genau dem Signaldruck entspricht, jedoch einen viel höheren Volumenstrom aufweist.
Die Verstärkung der Luftmenge ermöglicht eine wesentliche Beschleunigung der Fahrzeiten von schnell arbeitenden Regelarmaturen. Booster finden vielfältigen Einsatz an pneumatischen Hochleistungsregelventilen in der Chemie, speziell in der NH3-Synthese.